# Leucanella combusta
Leucanella combusta är en fjärilsart som beskrevs av Walker 1865. Leucanella combusta ingår i släktet Leucanella och familjen påfågelsspinnare. Inga underarter finns listade i Catalogue of Life.